# Ebersgrün
Ebersgrün ist ein Ortsteil der Stadt Pausa-Mühltroff im Vogtlandkreis in Sachsen. Er wurde am 1. Januar 1994 nach Pausa/Vogtl. eingemeindet, mit dem er seit dem 1. Januar 2013 zur Stadt Pausa-Mühltroff gehört. Zwischen 1952 und 1992 gehörte Ebersgrün zum Kreis Zeulenroda im Bezirk Gera bzw. ab 1990 im Freistaat Thüringen. Durch einen Staatsvertrag kam der Ort zusammen mit weiteren Nachbarorten am 1. April 1992 zum sächsischen Landkreis Plauen.

## Geographie

### Geographische Lage und Verkehr
Das Waldhufendorf Ebersgrün liegt nordöstlich der Stadt Pausa im kupierten Südostthüringer Schiefergebirge (Naturraum Vogtland). Er befindet sich im äußersten Nordwesten des Vogtlandkreises und im sächsischen Teil des historischen Vogtlands und grenzt im Westen und Nordwesten an das thüringische Vogtland. Der durch den Ort fließende Ebersgrüner Bach ist ein Zufluss der Weida, welche durch die südliche Ortsflur, genannt Dillner, fließt. Die Quelle der Weida liegt wenige Meter östlich auf thüringischem Gebiet. Durch die nördliche, östliche und südliche Ortsflur führt die Trasse der Bahnstrecke Werdau–Mehltheuer, welche sich an einigen Stellen mit der Gemarkungsgrenze deckt.
Der Ort ist mit der vertakteten RufBus-Linie 43 des Verkehrsverbunds Vogtland an Pausa angebunden.

### Nachbarorte
Ebersgrün grenzt an zwei weitere Ortsteile der Stadt Pausa-Mühltroff und an den Ortsteil Arnsgrün-Bernsgrün-Pöllwitz der Stadt Zeulenroda-Triebes im thüringischen Landkreis Greiz.
| Unterreichenau (nördliche Gemarkung) |                                             | Pöllwitz (Thüringen)              |
|                                      | Kompassrose, die auf Nachbargemeinden zeigt | Wolfshain (Thüringen)             |
| Pausa/Vogtl.                         |                                             | Schönbrunn, Bernsgrün (Thüringen) |

## Geschichte
Im Jahr 1402 wurde der Ort erstmals in einer Urkunde zu Eberhartsgrüne genannt, allerdings stammen die ältesten Teile der Kirche vermutlich aus dem 12. Jahrhundert, worauf eine frühere Besiedlung als die urkundliche Ersterwähnung anzunehmen ist. Bezüglich der Grundherrschaft war Ebersgrün bis 1856 Amtsdorf im kleinen kursächsischen bzw. königlich-sächsischen Amt Pausa, welches nach 1764 meist mit dem Amt Plauen gemeinsam genannt wurde. 1856 wurde Ebersgrün dem Gerichtsamt Pausa und 1875 der Amtshauptmannschaft Plauen angegliedert.
Durch die zweite Kreisreform in der DDR wurde das bisher sächsische Dorf Ebersgrün gemeinsam mit seinen ebenfalls bisher sächsischen Nachbarorten Pausa/Vogtl., Unterreichenau, Ranspach, Linda, Wallengrün und Oberreichenau im Jahr 1952 dem Kreis Zeulenroda im Bezirk Gera angegliedert. Seit dem 1. Januar 1970 war der Nachbarort Wolfshain ein Ortsteil von Ebersgrün. Nach der Wiedervereinigung Deutschlands 1990 wurde der bisher zum Bezirk Gera gehörige Kreis Zeulenroda als Landkreis Zeulenroda mit seinen zugehörigen Orten dem Freistaat Thüringen zugeordnet. In den bis 1952 zum sächsischen Vogtland gehörigen Orten der thüringischen Landkreise Zeulenroda und Schleiz wurde immer deutlicher der Wunsch geäußert, in den Freistaat Sachsen zurückgegliedert zu werden. Für die Gemeinde Ebersgrün ergab sich das Problem, dass zwar der Hauptort Ebersgrün bis 1952 sächsisch war, der Ortsteil Wolfshain aber vor 1952 zu Reuß bzw. ab 1920 zu Thüringen gehörte. Aufgrund dieser Tatsache zögerte die Thüringer Landesregierung mit ihrer Zustimmung des Wechsels der Gemeinde Ebersgrün nach Sachsen, da sie nur den Orten einen Wechsel nach Sachsen gestattete, welche vor 1952 zu Sachsen gehörten. Zum 1. Januar 1992, dem ursprünglich geplanten Wechsel der einst sächsischen Gemeinden der Landkreise Zeulenroda und Schleiz nach Sachsen, erfolgte die Umgliederung von Wolfshain nach Pöllwitz. Kirchlich ist das thüringische Wolfshain hingegen seit jeher nach Ebersgrün gepfarrt und gehört somit zur Evangelisch-Lutherischen Landeskirche Sachsens.
Auf Grundlage des Staatsvertrages zwischen Thüringen und Sachsen wechselte die Gemeinde Ebersgrün somit ohne ihren einstigen Ortsteil Wolfshain am 1. April 1992 zusammen mit der Stadt Pausa/Vogtl. (mit Oberreichenau und Linda) und den Gemeinden Ranspach und Unterreichenau (mit Wallengrün) vom thüringischen Landkreis Zeulenroda in den sächsischen Landkreis Plauen. Lediglich bezüglich der Postleitzahl gehören die Orte bis heute zum „thüringischen“ Postleitzahlengebiet „07“. Am 1. Januar 1994 erfolgte die Eingemeindung von Ebersgrün nach Pausa. Am 10. Januar 2000 wurde eine Verwaltungsgemeinschaft zwischen der Stadt Mühltroff und der Stadt Pausa/Vogtl. mit dem Namen Verwaltungsgemeinschaft Pausa gebildet. Zum 1. Januar 2013 wurde die Verwaltungsgemeinschaft aufgelöst und die Stadt Mühltroff mit seinen beiden Ortsteilen in die Stadt Pausa/Vogtl. eingegliedert. Die Einheitsgemeinde, zu der Ebersgrün als Ortsteil gehört, trägt den Namen Pausa-Mühltroff. 2013 wurden bei Ebersgrün vier Windräder zur Stromerzeugung aufgestellt.

## Entwicklung der Einwohnerzahl
| Jahr | Einwohnerzahl                              |
| ---- | ------------------------------------------ |
| 1583 | 29 besessene Mann, 5 Häusler               |
| 1764 | 37 besessene Mann, 11 Häusler, 9 1/8 Hufen |
| 1834 | 284                                        |
| 1871 | 388                                        |

| Jahr | Einwohnerzahl |
| ---- | ------------- |
| 1890 | 373           |
| 1910 | 462           |
| 1925 | 446           |
| 1939 | 445           |

| Jahr | Einwohnerzahl |
| ---- | ------------- |
| 1946 | 560           |
| 1950 | 509           |
| 1964 | 422           |

## Sehenswürdigkeiten

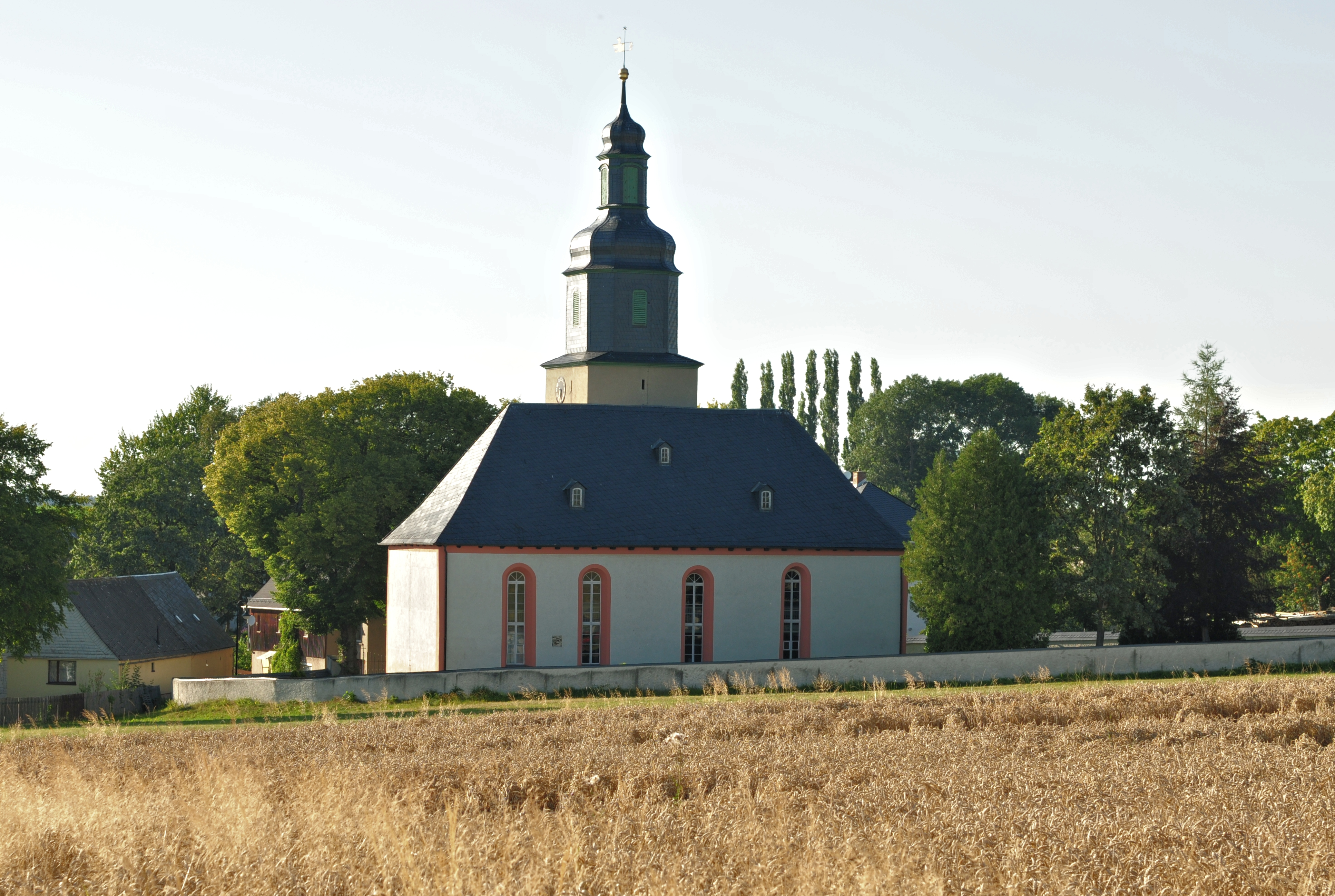
Kreuzkirche Ebersgrün
Der Wehrturm, der älteste Teil der Dorfkirche Hl. Maria Magdalena, stammt vermutlich bereits aus dem 12. Jahrhundert. Der Erdgeschossraum wurde ursprünglich als Kapelle ausgebaut. Erst später erfolgte der Anbau der Kirche als Langhaus. Anfang des 18. Jahrhunderts wurde der einstige Hochaltar mit vielen wertvollen Holzfiguren durch einen Kanzelaltar ersetzt. Bis zu einem Unwetter im 19. Jahrhundert war die Ebersgrüner Kirche mit einem besonders schönen Giebelkreuz versehen, weshalb sich für sie der Name „Kreuzkirche“ eingebürgert hat. Der Glockenstuhl der Kirche wurde im Jahr 2017 erneuert. Der Dachstuhl muss wegen großer Schäden noch repariert werden.
Historische Waldspitz
Nördlich von Ebersgrün befindet sich an der sächsisch-thüringischen Landesgrenze die „Historische Waldspitz“, im 17. Jahrhundert ein Verschwörungsort der Bauern aus 22 Dörfern des vogtländischen Oberlandes (Grafschaft Reuß-Greiz älterer Linie). Diese trafen sich zwischen 1690 und 1693 an diesem Ort und protestierten unter Führung des Bauernrebellen Hans Schimmel aus Wellsdorf gegen die Willkür und Steuererhöhungen durch Heinrich IV. und der Dölauer und Obergreizer Herrschaft. Aufgrund der Grenzlage konnten die aufständischen Bauern sehr schnell zwischen den beiden Herrschaftsgebieten wechseln und waren so bei Verfolgung für die jeweilige Herrschaft unerreichbar.